# Lavilletertre
Lavilletertre ist eine französische Gemeinde mit 637 Einwohnern (Stand 1. Januar 2022) im Département Oise in der Region Hauts-de-France. Sie gehört zum Arrondissement Beauvais, zum Gemeindeverband Vexin Thelle und zum Kanton Chaumont-en-Vexin.

## Geographie
Die Gemeinde Lavilletreer liegt an der Viosne in der Landschaft Vexin français an der Grenze zum Département Val-d’Oise, 15 Kilometer südöstlich von Gisors und 22 Kilometer nordwestlich von Pontoise. Zu Lavilletertre gehören die Ortsteile Romesnil und Saint-Cyr-sur-Chars. Der Bahnhof Lavilletretre liegt an der Bahnstrecke von Paris nach Dieppe; durch die Gemeinde führt die frühere Route nationale 15. Umgeben wird Lavilletretre von den Nachbargemeinden Tourly im Norden, Monneville im Nordosten, Chavençon im Osten, Neuilly-en-Vexin im Südosten, Chars im Süden, Bouconvillers im Südwesten, Lierville Westen sowie Liancourt-Saint-Pierre im Nordwesten.

## Geschichte
Lavilletertre war von 1790 bis 1801 Hauptort eines Wahlkreises (Kantons). 1823 wurde die bis dahin selbständige Gemeinde Saint-Cyr-sur-Chars nach Lavilletretre eingemeindet.

## Einwohner
| Jahr                       | 1962 | 1968 | 1975 | 1982 | 1990 | 1999 | 2006 | 2013 | 2021 |
| -------------------------- | ---- | ---- | ---- | ---- | ---- | ---- | ---- | ---- | ---- |
| Einwohner                  | 500  | 413  | 463  | 505  | 540  | 599  | 516  | 517  | 643  |
| Quellen: Cassini und INSEE |      |      |      |      |      |      |      |      |      |

## Sehenswürdigkeiten
- zwischen 1140 und 1170 errichtete Kirche Notre-Dame-de-la-Nativité im romanisch-gotischen Übergangsstil mit großem romanischem Portal, seit 1862 als Monument historique klassifiziert.[1][2]
- Schloss von Saint-Cyr aus dem 17. und 18. Jahrhundert, seit 1969 teilweise als Monument historique eingetragen[3]
- Ehemaliges Haus der Barmherzigen Brüder vom Hl. Johannes von Gott
- Menhir La pierre frite in Romesnil

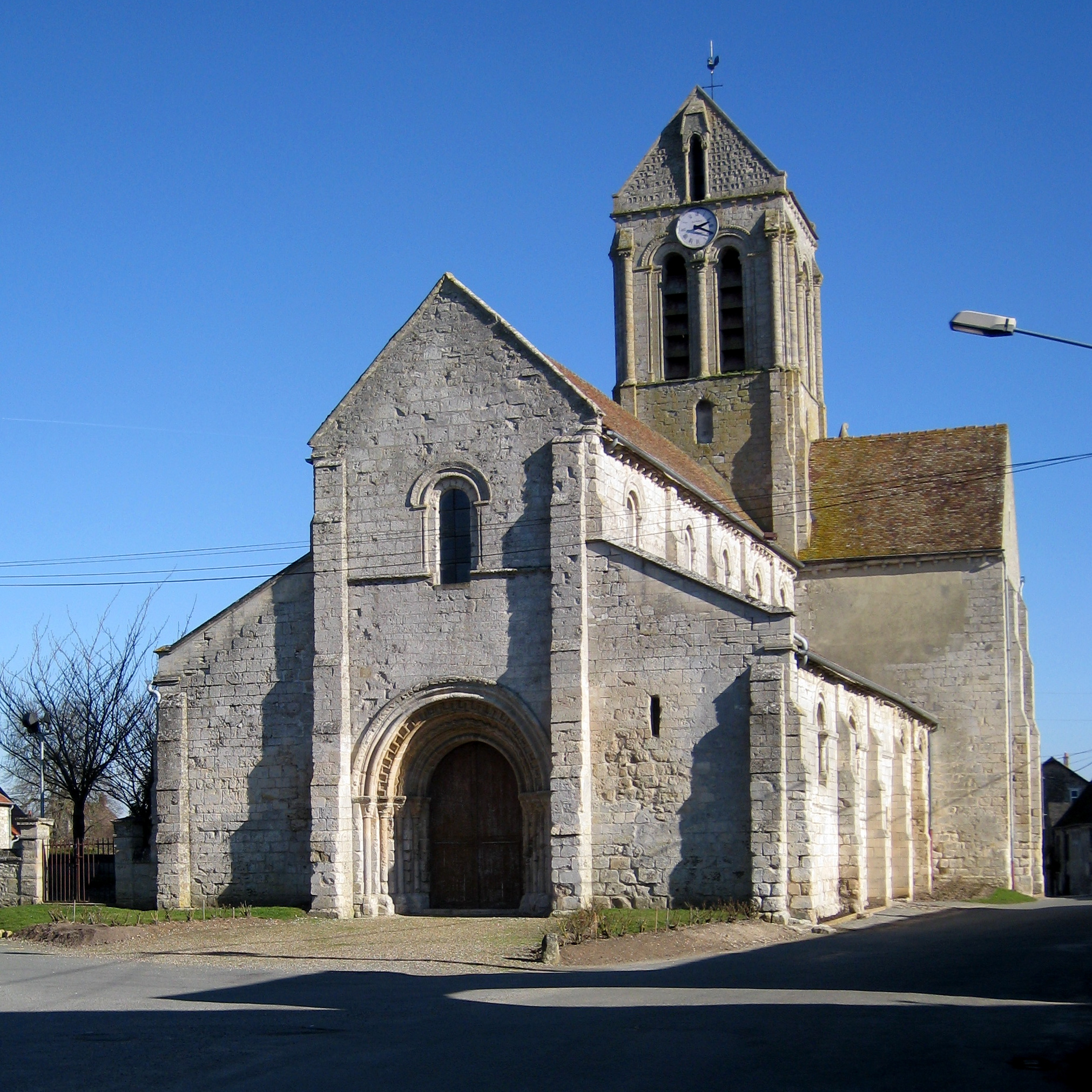
Kirche Notre-Dame-de-la-Nativité
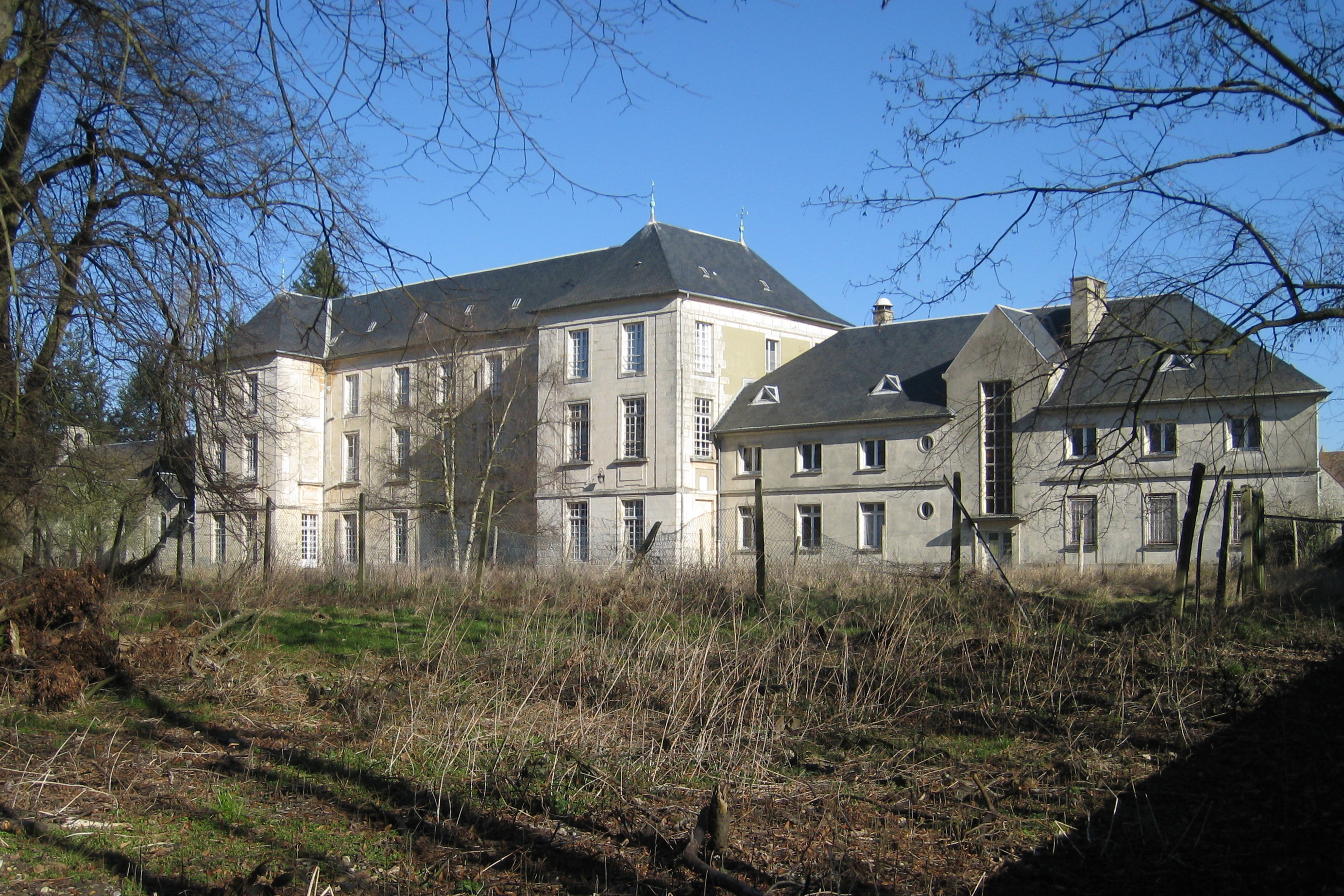
Schloss von Saint-Cyr
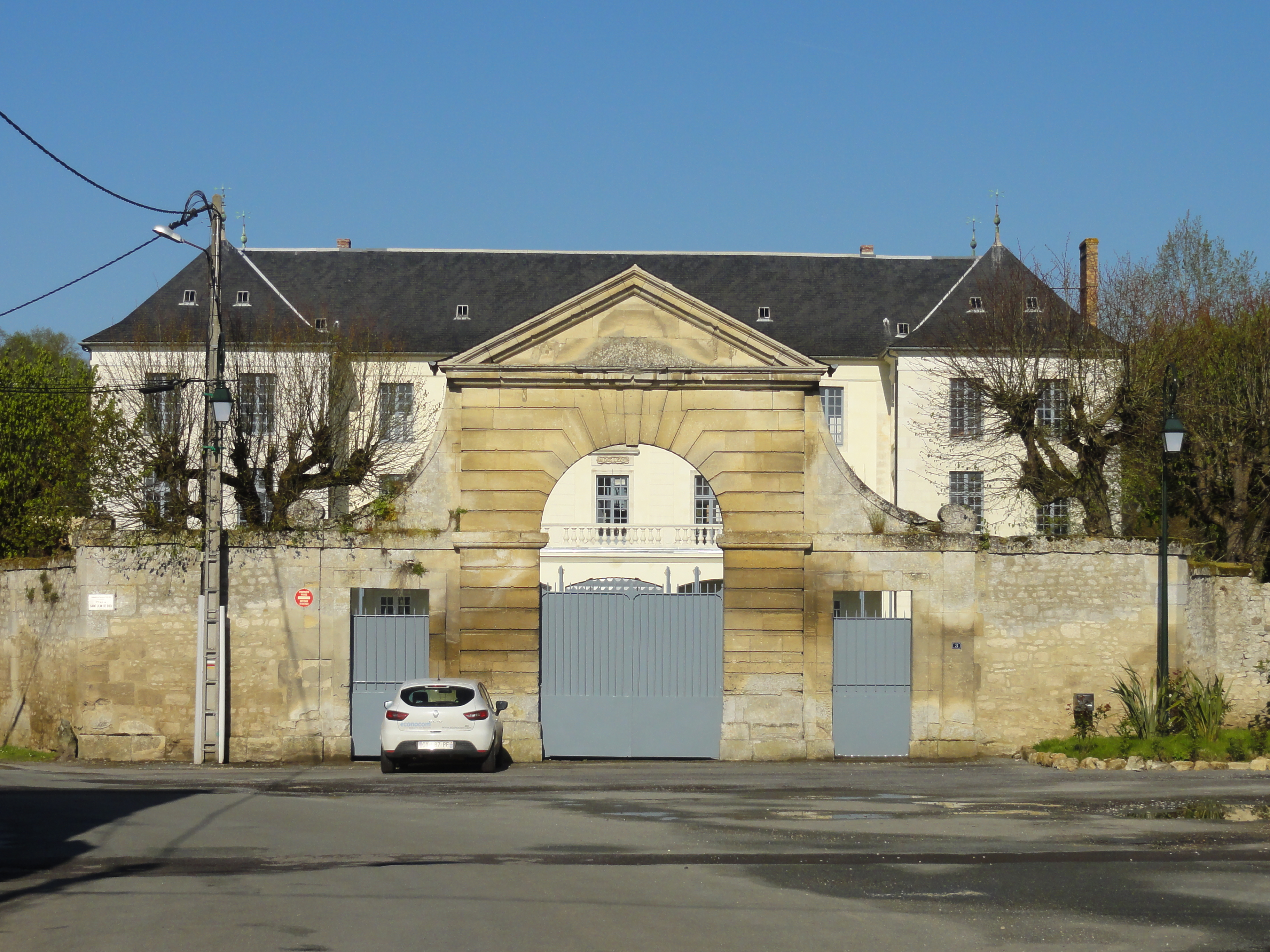
Ehemaliges Haus der Barmherzigen Brüder vom Hl. Johannes von Gott
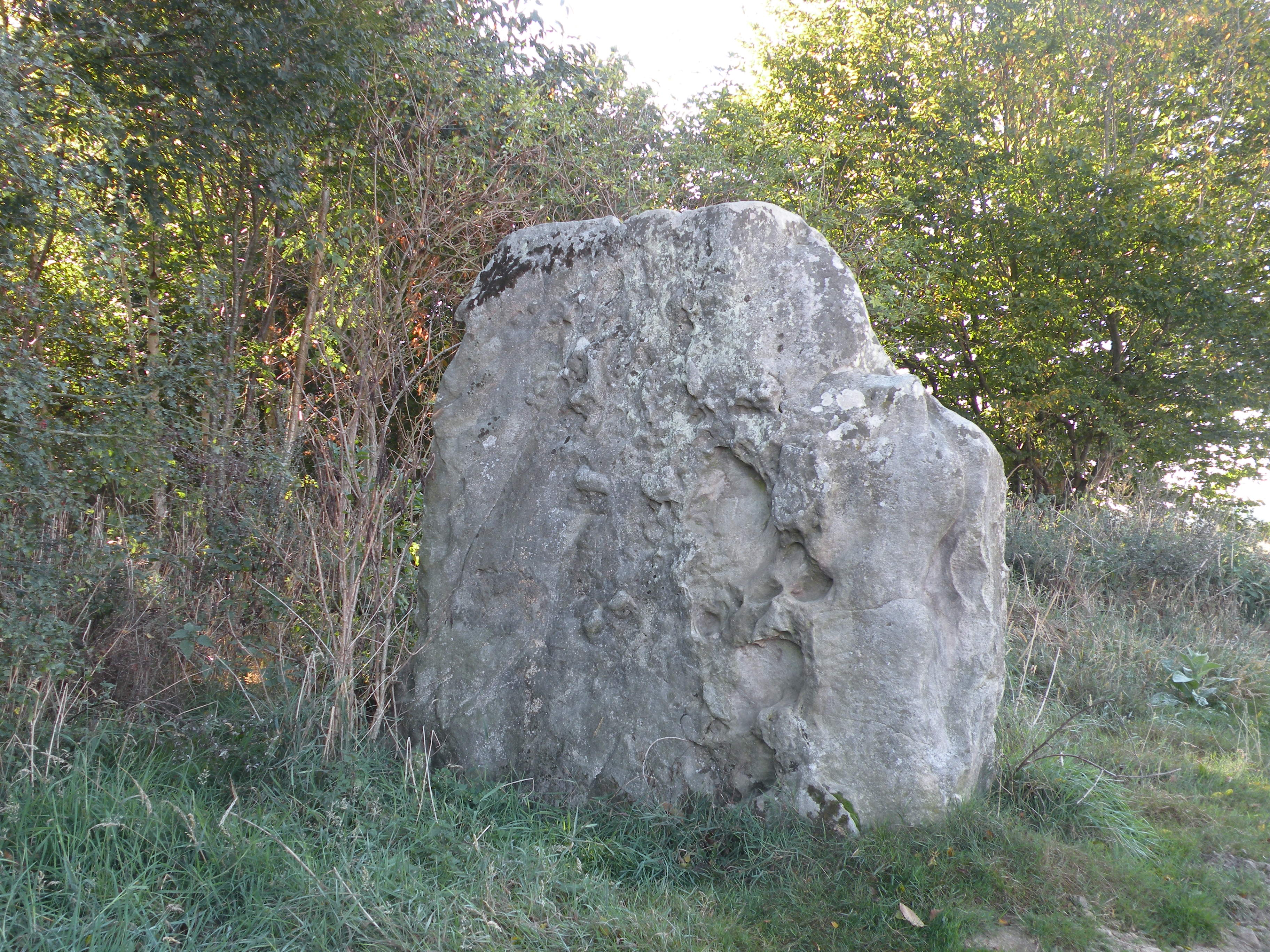
Menhir
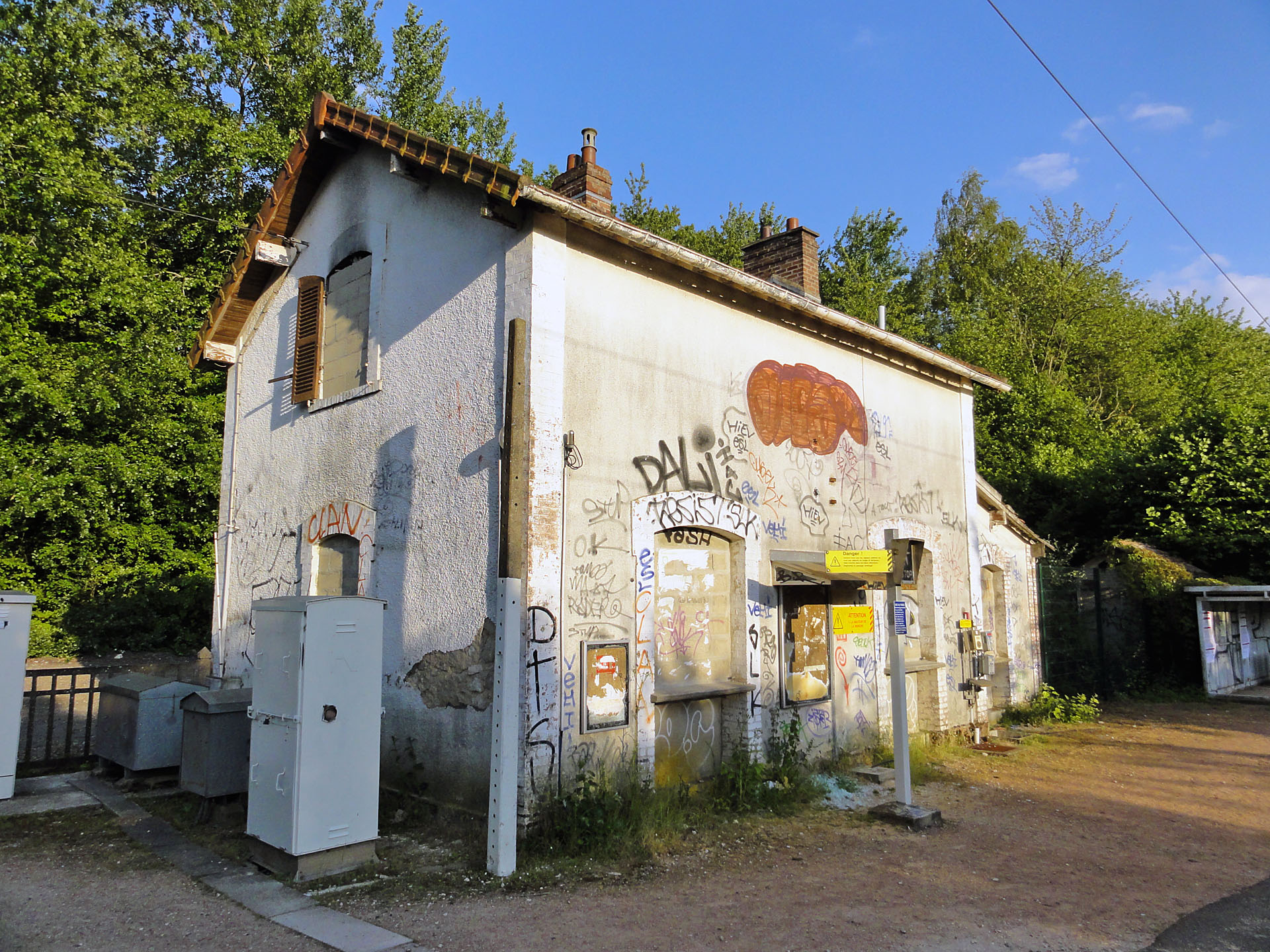
Ehemaliges Bahnhofsgebäude
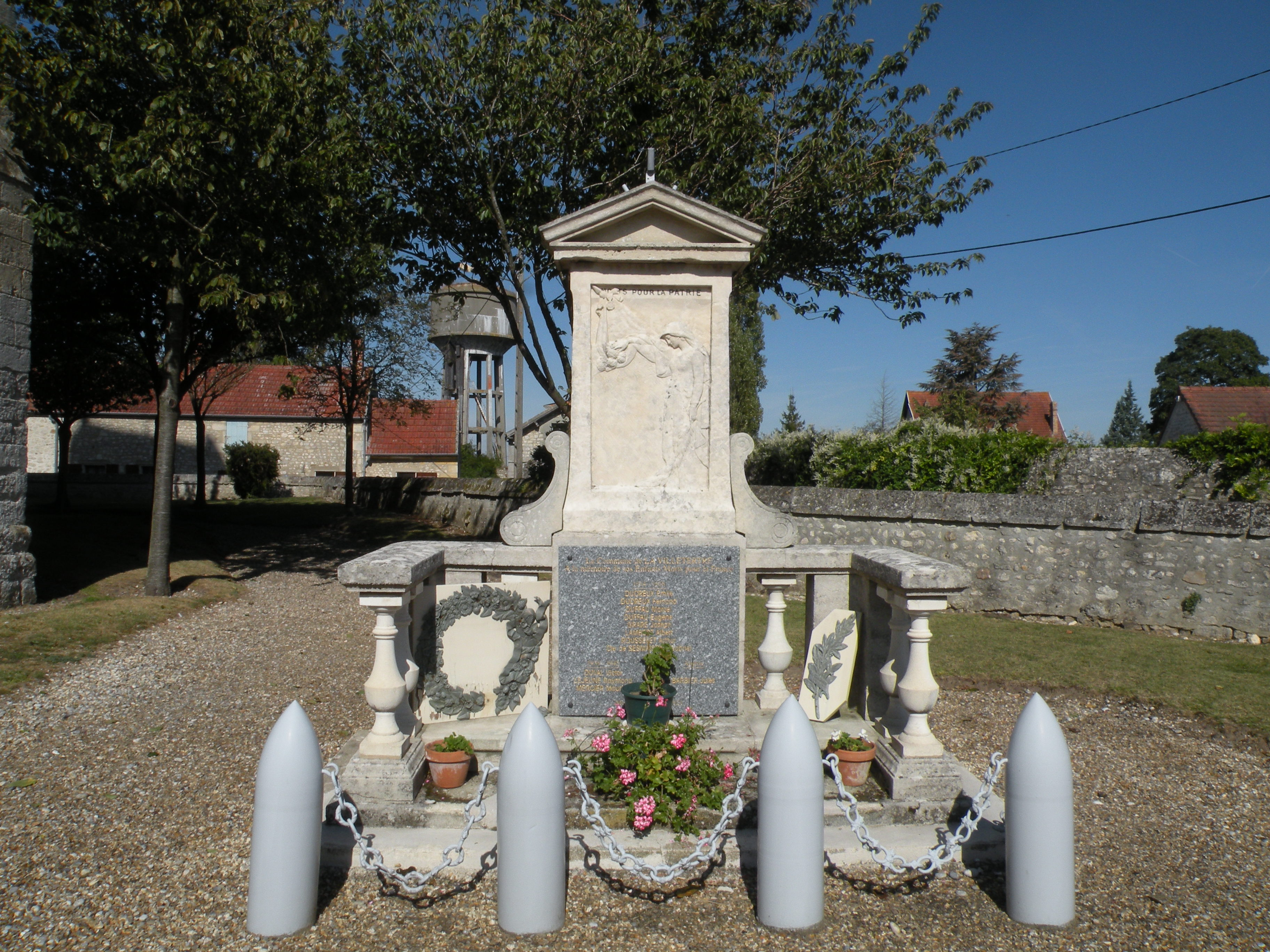
Gefallenendenkmal